# Luigi De Manincor
Luigi De Manincor (Rovigno, 14 luglio 1910 – Varazze, 13 febbraio 1986) è stato un velista italiano, vincitore della medaglia d'oro nella vela (classe 8 metri) ai Giochi olimpici di Berlino 1936 in equipaggio con Bruno Bianchi, Giovanni Reggio, Domenico Mordini, Luigi Poggi ed Enrico Poggi.

## Carriera
Dopo la guerra partecipò anche ai Giochi olimpici di Londra 1948.

## Palmarès
| Anno | Manifestazione  | Sede    | Risultato | Gara           |
| ---- | --------------- | ------- | --------- | -------------- |
| 1936 | Giochi olimpici | Berlino | Oro       | Classe 8 metri |